# The Sumerian Game
The Sumerian Game est un jeu vidéo de gestion en mode texte. Il est développé entre 1964 et 1966 dans le cadre d’un projet de coopération entre le comté de Westchester de New York et IBM pour étudier la possibilité d’utiliser des simulations sur ordinateurs à des fins éducatives. Le jeu est divisé en trois phases de complexité croissante et qui correspondent aux règnes successifs de trois souverains de la cité de Lagash du pays de Sumer vers 3500 av. J.-C. Chaque phase se déroule en une série de tours lors desquels le joueur doit gérer les réserves de grains et la population de sa cité tout en s’adaptant à des catastrophes naturelles et à des innovations technologiques. 
Le jeu est imaginé par la professeure Mabel Addis et développé par le programmeur William McKay sur un ordinateur central IBM 7090. La première version du jeu est testée par un groupe de 30 élèves de sixième en 1964. Une nouvelle version, qui bénéficie d’un système de jeu amélioré et d’éléments narratifs et audiovisuels additionnels, est ensuite testée par un nouveau groupe d’élèves en 1966. À la fin du projet, le jeu est abandonné. En 1968, Doug Dyment s’en inspire cependant pour programmer le jeu The Sumer Game sur un mini-ordinateur PDP-8. En 1971, David H. Ahl adapte ce dernier en BASIC sous le titre Hamurabi, qui va à son tour inspirer de nombreux jeux de stratégie et de gestion. Rétrospectivement, The Sumerian Game est reconnu comme le premier jeu vidéo doté d’un scénario et comme le premier jeu vidéo éducatif. Il vaut à Mabel Addis d’être reconnue comme une des premières conceptrices et scénaristes de jeux vidéo.

## Système de jeu
The Sumerian Game est un jeu de gestion en mode texte. Le joueur incarne trois souverains successifs de la cité de Lagash du pays de Sumer vers 3500 av. J.-C. Le jeu est divisé en trois phases de complexité croissante qui correspondent aux règnes successifs de ces trois souverains. Chaque phase se déroule en une succession de tours lors desquels les joueurs doivent répondre par des nombres à une série de questions posées par le programme. Le jeu est imaginé pour être joué par un groupe d’élèves mais une seule personne peut entrer les réponses dans l’ordinateur central par l’intermédiaire d’un téléscripteur. Les deux versions du programme reposent sur le même principe mais la seconde bénéficie d’une narration plus poussée et est entrecoupée de séquences audio, présentées comme des discussions entre les conseillers du souverain, associées à des images affichées sur un écran par l’intermédiaire d’un projecteur de diapositives.
La première phase du jeu débute en 3500 av. J.-C. et chaque tour représente ensuite une saison. Dans la seconde version du jeu, cette première phase est limitée à trente tours. Chaque tour débute avec un rapport sur la situation de la cité qui précise notamment le nombre d'habitants de la cité, les surfaces des terres agricoles, le nombre de fermiers et la quantité de grains récoltés et stockés. Il est suivi par une série de questions qui permettent au joueur de définir la quantité de grains à stocker et à utiliser pour les plantations et pour nourrir la population. Le programme détermine ensuite les effets des choix du joueur sur la situation de la cité. À chaque tour, le programme peut de plus générer plusieurs évènements. La cité peut ainsi être touchée par des catastrophes naturelles, comme un incendie ou une inondation, qui détruisent un pourcentage de la population et des récoltes. Indépendamment de ces catastrophes, une partie des réserves de grains peut pourrir ou être mangée par des rats. La cité peut également bénéficier d’innovations technologiques qui permettent par exemple de limiter la quantité de grains gâchés à chaque tour ou de réduire le nombre de fermiers nécessaires pour cultiver chaque acre de terre agricole. Plusieurs de ces innovations nécessitent que le joueur a au préalable fait preuve d’un bon jugement en ayant par exemple correctement nourri sa population pendant plusieurs tours successifs.
Au début des phases suivantes, le programme ajuste la population et les réserves de la cité à des valeurs prédéfinies qui sont indépendantes des performances antérieures du joueur pour représenter le temps qui s’est écoulé depuis le règne du précédent souverain. Dans la version originale du jeu, les phases deux et trois reposent sur le même principe que la première mais donnent au joueur de nouvelles options. Dans la deuxième, le joueur peut ainsi assigner la population à l’artisanat – ce qui permet de débloquer des innovations – et dans la troisième, il peut développer le commerce et étendre la cité. Dans la seconde version du jeu, les phases deux et trois sont limités à dix tours et dans la deuxième, le joueur n’a plus besoin de gérer les allocations de grains et doit uniquement choisir d’assigner les habitants à l’agriculture ou à l’artisanat. La troisième phase ne change pas bien qu’il soit un temps envisagé d’y supprimer la gestion du grain et d’y ajouter de nouvelles options en termes de commerces, de colonisation et de guerre.

## Développement
En 1962, le Board of Cooperative Educational Services (BOCES) du comté de Westchester de New York commence à étudier l’opportunité d’utiliser les ordinateurs à des fins éducatives en coopération avec des chercheurs d’IBM. Le système des BOCES est destiné à aider les écoles rurales à mettre en commun leurs ressources et le directeur de celui du comté de Westchester considère que les ordinateurs et les jeux de simulation sur ordinateur peuvent être utilisés pour améliorer les résultats scolaires dans les petits districts du comté. En juin 1962, le BOCES et IBM organisent ainsi un atelier conjoint pour discuter de l’opportunité d’utiliser des simulations sur ordinateurs à des fins éducatives. Cet atelier est conduit par deux employés d’IBM, Bruse Moncreiff et James Dinneen, et par un membre du BOCES, le docteur Richard Wing, et implique dix enseignants de la région. À partir des conclusions de cet atelier, le BOCES sollicite une subvention de 96 000 $ auprès du département d’éducation des États-Unis et se voit finalement attribuer une subvention de 104 000 $ pour continuer à travailler sur le sujet pendant 18 mois.
Le projet débute en février 1963 sous la direction du docteur Richard Wing qui sollicite les propositions de neuf enseignants. Parmi ces derniers, Mabel Addis propose de développer une idée émise par Bruse Moncreiff lors de l’atelier conjoint : un modèle économique d’une civilisation destiné à enseigner les bases des théories économiques. L’idée lui est inspirée par le Monopoly et par des recherches antérieures sur le sujet, dont un article de Richard Neier intitulé "Teaching through Participation in Micro-simulations of Social Organization". Il choisit le thème de la civilisation de Sumer car il estime que le programme scolaire tend à ignorer les civilisations antérieures à la Grèce antique malgré leur importance historique. L’idée est reprise par Mabel Addis qui partage ce constat et qui a étudié les civilisations de la Mésopotamie à l’université. Sa proposition est acceptée et elle commence à travailler sur le jeu avec l’aide du programmeur William McKay.
Le jeu en lui-même est imaginé par Mabel Addis et programmé en FORTRAN par William McKay sur un ordinateur central IBM 7090,. Comme la plupart des premiers jeux sur ordinateur central, il n’est disponible que sur un seul ordinateur. Les commandes sont entrées dans l’ordinateur et les résultats sont imprimés par l’intermédiaire d’un téléscripteur IBM 1050. La première version du jeu est testée par un groupe de 30 élèves de sixième en 1964,. Le projet se termine en août 1964 et un rapport sur ses conclusions est transmis au département d’éducation des États-Unis en 1965. Deux semaines après la conclusion du projet, une nouvelle subvention de plus de 194 000 $ est attribuée au BOCES pour continuer ses recherches jusqu’en 1967,. Celles-ci donnent lieu à la création de trois jeux : The Sierra Leone Game, The Free Enterprise Game et une nouvelle version de The Sumerian Game. Cette dernière est réalisée par Mabel Addis pendant l’été 1966 et bénéficie d’une narration plus poussée. Elle est entrecoupée de séquences audio, présentées comme des discussions entre les conseillers du souverain, associées à des images affichées sur un écran par l’intermédiaire d’un projecteur de diapositives,. Ces séquences sont parfois décrites comme les premières scène cinématique de l’histoire du jeu vidéo. Elle modifie également le principe de la seconde phase du jeu dans laquelle le joueur n’a plus besoin de gérer les allocations de grains et doit uniquement choisir d’assigner les habitants à l’agriculture ou à l’artisanat. Cette nouvelle version est testée par un nouveau groupe d’élèves de sixième pendant l’année scolaire suivante et fait l’objet d’un nouveau rapport au département d’éducation des États-Unis en 1967,.

## Postérité
Après la création de la seconde version de The Sumerian Game, la première phase du jeu est reprogrammé par Jimmer Leonard, un étudiant diplômé en relation social à l’université Johns Hopkins, sur un ordinateur IBM 1401 afin d’en faire la démonstration au centre de recherche du BOCES de Yorktown Heights à New York. Le projet est mentionné dans le Time et dans Life en 1966 mais après la conclusion de la seconde phase du projet en 1967, le BOCES n’obtient cependant pas de subvention pour poursuivre ses recherches. Il signe alors un accord avec IBM qui obtient la propriété des trois jeux développés dans le cadre du projet mais qui finalement, ne les utilise pas.
En 1968, lors d’une discussion sur l’utilisation des ordinateurs à des fins éducatives à l’université de l’Alberta, une femme ayant assisté à une démonstration de The Sumerian Game décrit le jeu à Doug Dyment qui décide alors de le recréer en FOCAL, un langage de programmation récemment mis au point à la Digital Equipment Corporation ou il travaille. Il programme le jeu sur un mini-ordinateur PDP-8 et le baptise King of Sumeria. Afin de permettre au jeu de fonctionner avec le peu de mémoire disponible sur l’ordinateur, il inclut uniquement la première phase du jeu. Il décide également de changer le nom du souverain pour choisir un roi plus célèbre – Hammurabi – qu’il orthographie mal et qui devient ainsi Hamurabi dans le jeu. Parfois rebaptisé The Sumer Game, le jeu se révèle populaire dans la communauté des programmeurs. Le journaliste Jerry Pournelle se souvient ainsi que la moitié des personnes qu’il connait ont écrit un programme de ce genre dans les années 1970 et que pour la plupart, il s’agissait de leur première expérience en la matière. En 1971, David H. Ahl adapte The Sumer Game en BASIC, un langage de programmation qui, contrairement au FOCAL, permet de le faire fonctionner sur micro-ordinateur et non seulement sur ordinateur central ou mini-ordinateur. En 1973, il publie le livre 101 BASIC Computer Games qui devient un best-seller grâce à ses nombreux programmes à taper à la main de jeux sur ordinateur, dont sa version de The Sumer Game qui est renommée Hamurabi et qui ajoute une analyses des performances du joueur à la fin du jeu,,. Du fait de la popularité du livre et du BASIC, la popularité de Hamurabi éclipse largement celle du jeu original. Son succès a inspiré de nombreux jeux vidéo de simulation qui reprennent son principe avec un thème différent ou de nouvelles options. C’est par exemple le cas de Kingdom (1974) et de sa suite Dukedom (1976) développés par Lee Schneider et Todd Voros ou de King (1978) programmé par James A. Storer,. Parmi ces descendants, le plus connu est peut-être Santa Paravia en Fiumaccio (en) (1978) créé par George Blank sur Apple II. Celui-ci introduit notamment la possibilité d’acheter et de construire des édifices, ce qui lui vaut d’être considéré comme un des principaux précurseurs des city-builder.
En plus d’être considéré comme un pionnier du jeu de gestion sur ordinateur, The Sumerian Game est décrit comme le premier jeu vidéo doté d’un scénario et comme le premier jeu vidéo éducatif, ce qui vaut à Mabel Addis d’être reconnue comme une des premières conceptrices et scénaristes de jeux vidéo. Le code source du jeu est aujourd’hui perdu mais le projecteur de diapositives et trois impressions de sessions de jeu sont retrouvés en 2012 et donné au The Strong National Museum of Play où ils sont conservés ,.